# Juncus firmus
Juncus firmus là một loài thực vật có hoa trong họ Juncaceae. Loài này được L.A.S.Johnson mô tả khoa học đầu tiên năm 1993.